# ان‌جی‌سی ۳۳۲
ان‌جی‌سی ۳۳۲ (انگلیسی: NGC 332) نام یک کهکشان در صورت فلکی ماهی است.